# شارلوت فريدريكا أميرة بروسيا

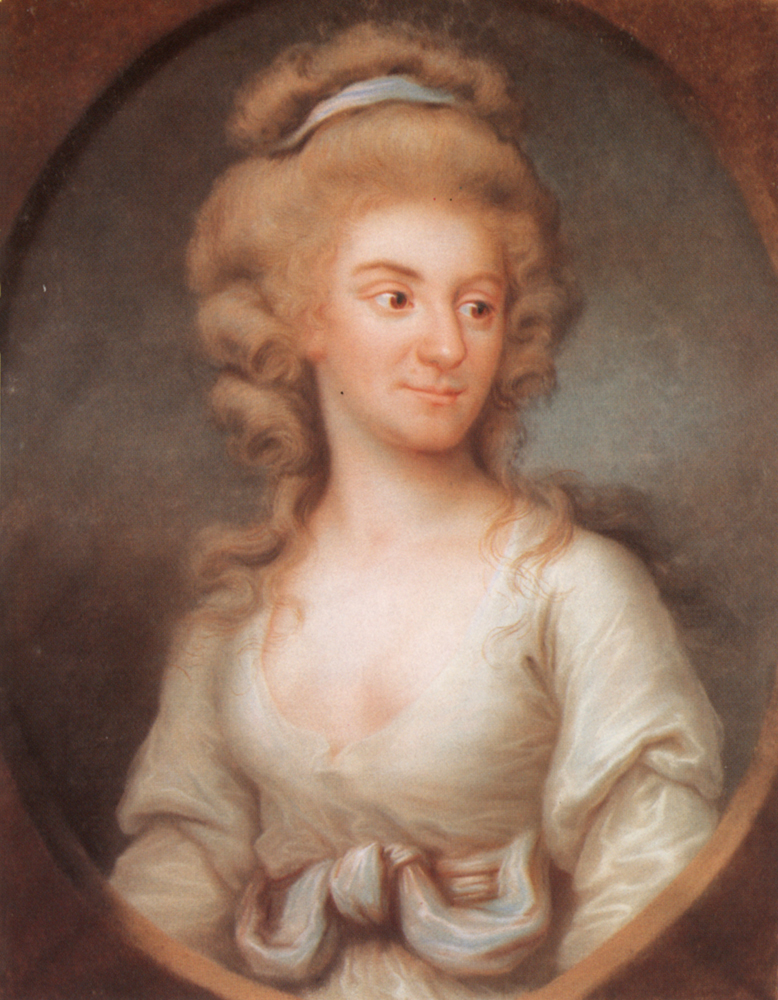
شارلوت فريدريكا أميرة بروسيا.

شارلوت فريدريكا أميرة بروسيا (بالألمانية: Friederike von Preußen) (7 مايو 1767 - 6 أغسطس 1820) كانت الابنة الوحيدة لفريدرش فيلهلم الثاني ملك بروسيا وزوجته الأولى اليزابيث كريستين برونزويك-ونيبورغ وكانت في وقت لاحق دوقة يورك وألباني التالية بسبب زواجها من الأمير فريدريك دوق يورك وألباني.